# České Budějovice severní zastávka
České Budějovice severní zastávka – przystanek kolejowy w Czeskich Budziejowicach, w kraju południowoczeskim, w Czechach. Znajduje się na linii 190 Pilzno - Czeskie Budziejowice i 202 Benešov – Czeskie Budziejowice, na wysokości 395 m n.p.m..  

## Linie kolejowe
- 190: Pilzno – Czeskie Budziejowice
- 220: Benešov – Czeskie Budziejowice

## Przypisy

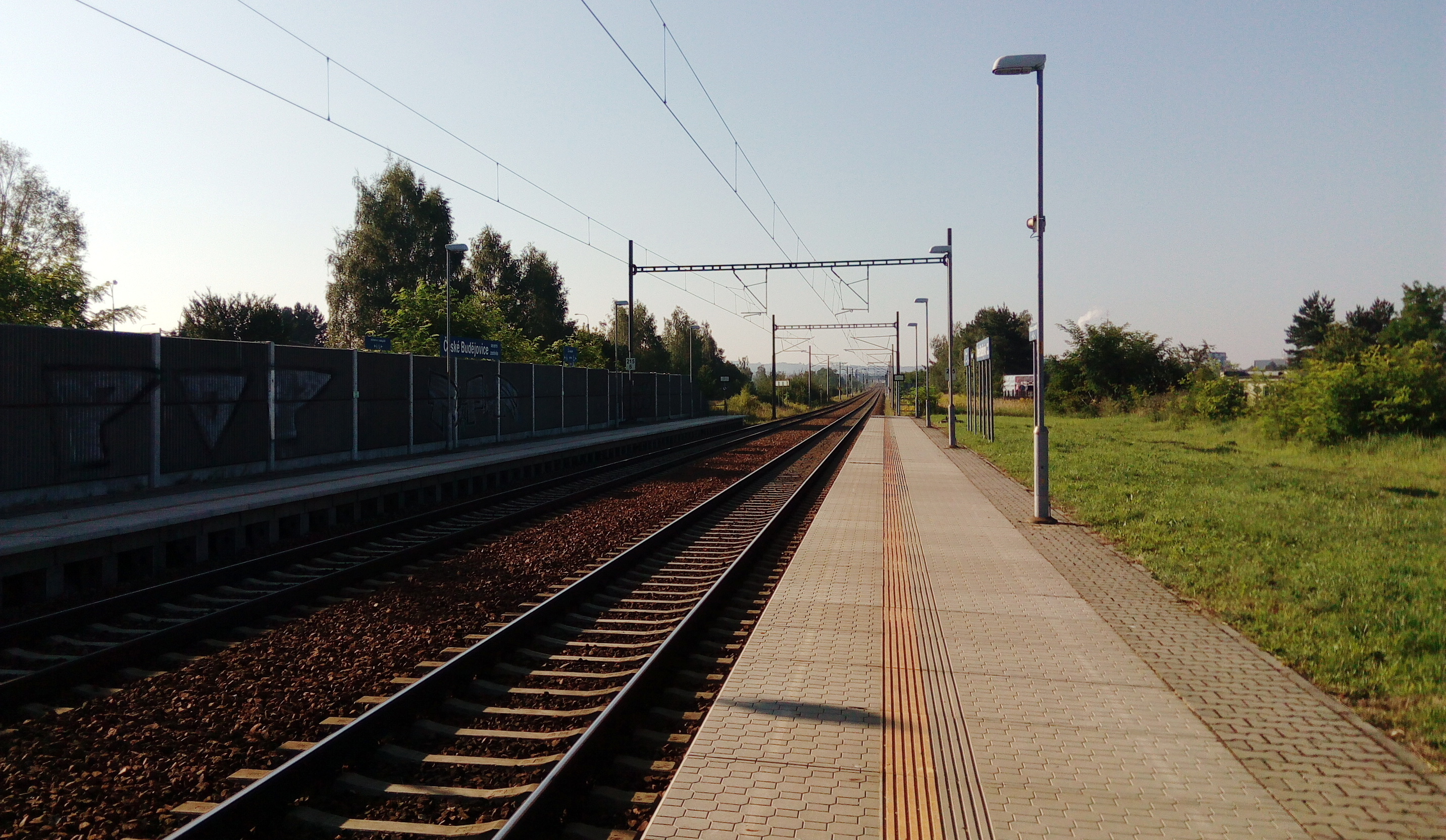
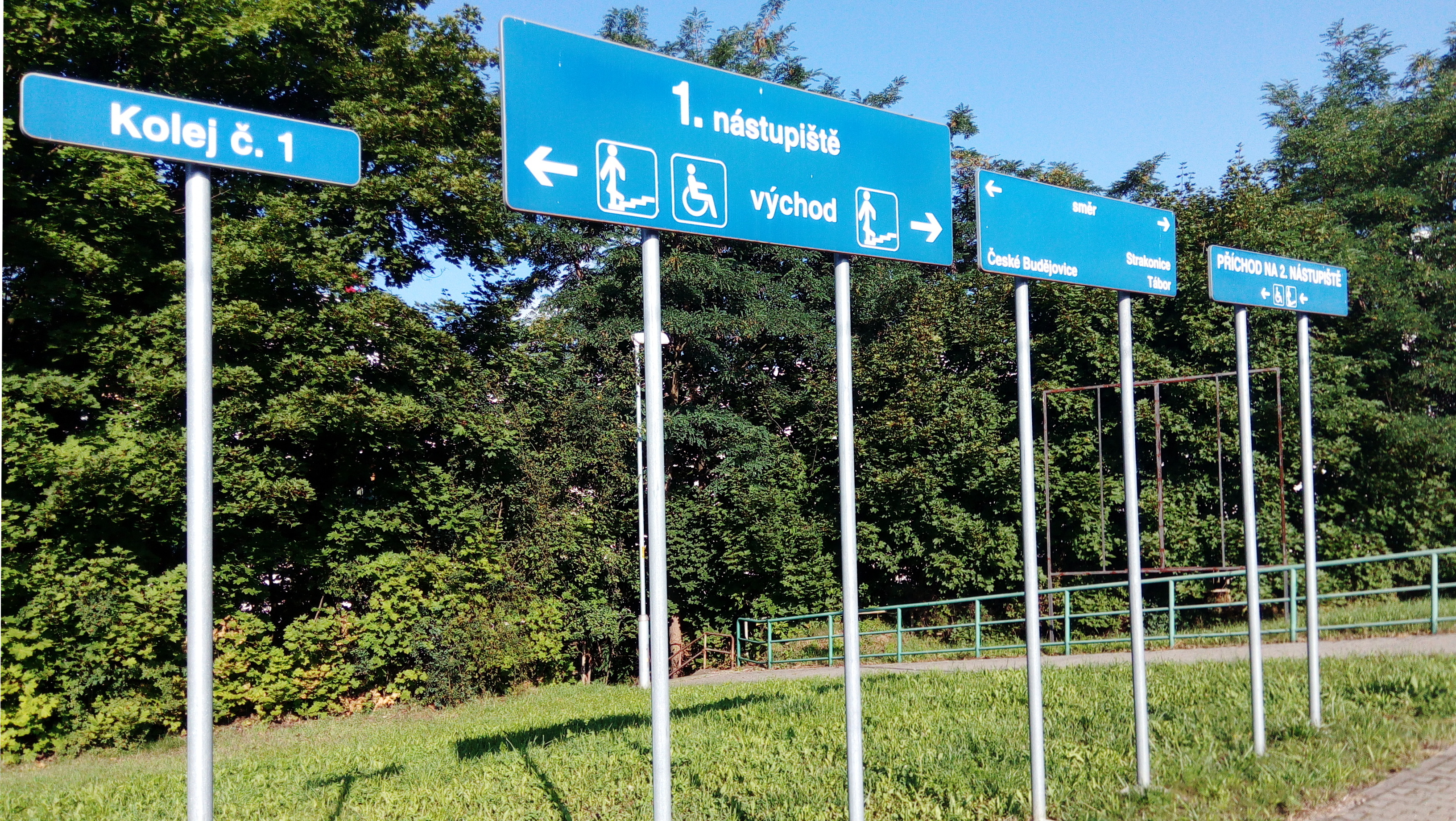
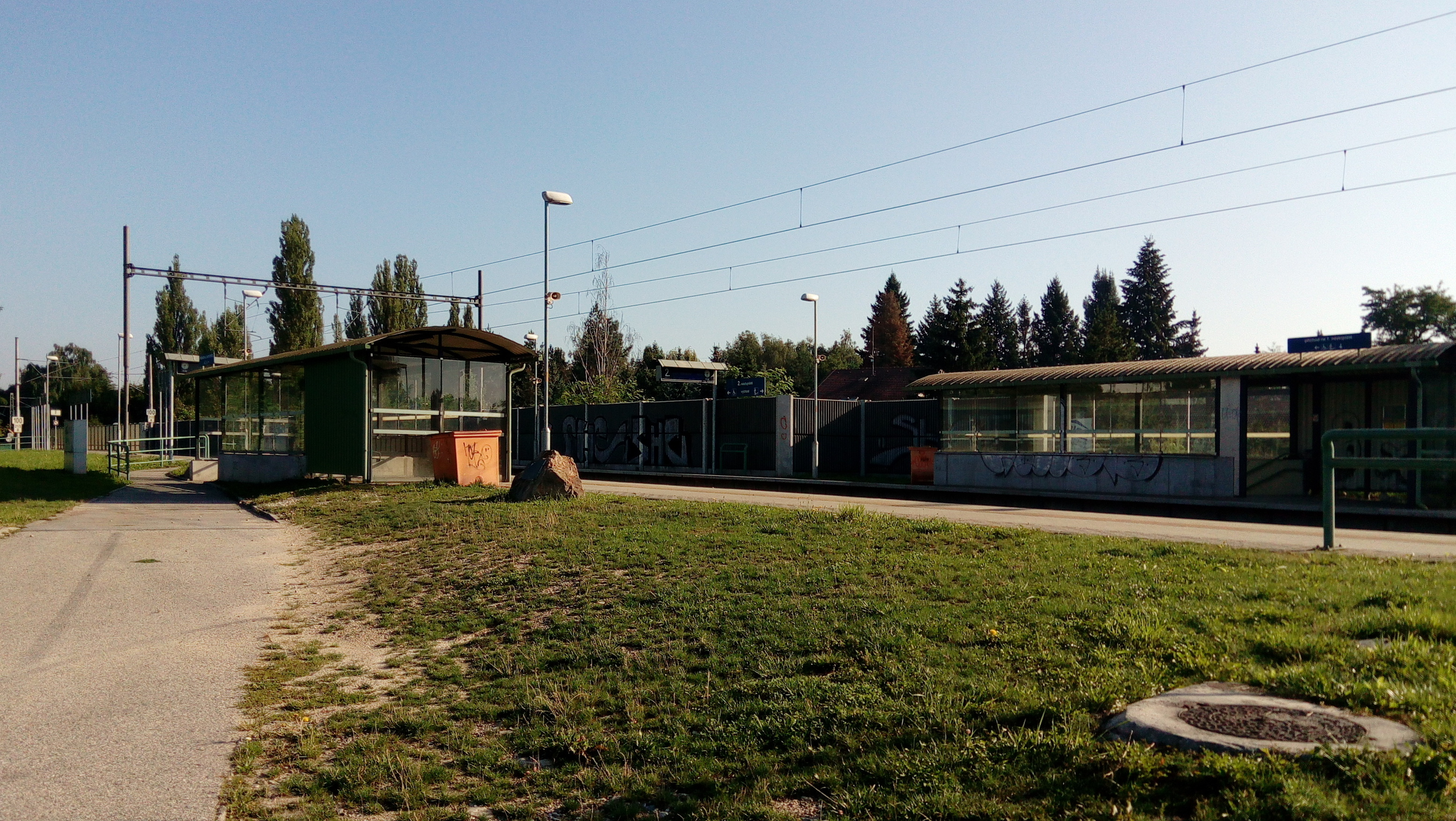